# Lyman Spitzer
Lyman Spitzer (Toledo, 26 de junho de 1914 — Princeton, 31 de março de 1997) foi um físico estadunidense.
Considerado um dos maiores cientistas do século XX, fez grandes contribuições no campo da dinâmica estelar, da fusão termonuclear, do plasma e da astronomia em geral.

## Biografia
Entre todos os astrônomos, Spitzer foi o primeiro a sugerir a colocação de telescópios espaciais em órbita da Terra, com o objetivo de obter imagens mais nítidas de outras galáxias e astros do universo. Sendo assim, fez vários esforços para o desenvolvimento do Telescópio Espacial Hubble, lançado pela NASA em 24 de abril de 1990, a bordo do ônibus espacial Discovery (missão STS-31). 
Estudou física na Yale University obtendo o BA em 1935. Entrou como graduate fellow na Universidade de Cambridge, onde estudou os trabalhos de Subrahmanyan Chandrasekhar e Bengt Strömgren. No ano de 1936, mudou-se para Princeton para estudar astrofísica com Henry Norris Russell, o então decano da astronomia americana. PhD em astrofísica no ano de 1938, ficou durante dois anos (1938-1939) como fellow pós-doutor para a Harvard University, onde encontrou Martin Schwarzschild, encontro no qual nasceu uma forte amizade (…)
Aos 33 anos, sucedeu Norris Russell na cadeira de astrofísica do Departamento de Ciências de Princeton, do qual foi seu diretor durante os anos de 1947 a 1979. Em 1951 conseguiu a aprovação do Project Matterhorn, que se tornou no Princeton Plasma Physics Laboratory, localizado no James Forrestal Campus, o principal laboratório estadunidense no campo de pesquisa de plasmas, que ele presidiu até deixá-lo no ano de 1967. Seus trabalhos mostraram a existência de quasares e tornaram possível a observação da superfície de Plutão. Morreu em decorrência de um colapso cardíaco no ano de 1997. Está sepultado  no Cemitério de Princeton.

## O Telescópio Espacial Spitzer
Lyman Spitzer foi homenageado ao batizarem com seu nome um telescópio espacial, anteriormente designado por Space InfraRed Telescope Facility (SIRTF). O Spitzer, é um telescópio espacial de infravermelhos colocado em órbita pela NASA em 25 de agosto de 2003. É capaz de registrar imagens que vão desde o nosso Sistema Solar até as regiões mais distantes do Universo, através da poeira espacial que a luz visível ao olho humano não consegue atravessar. Diferentemente dos outros aparelhos da NASA, o Spitzer observa o espaço na faixa do infravermelho, o qual permite que capte radiação ou calor dos corpos celestiais mais distantes, frios e obscuros. A tecnologia permite que sejam feitas imagens dos chamados berçários de estrelas, onde os corpos celestes surgem no espaço. Neste berçário, as estrelas se formam a partir de vastas nuvens de gás e poeira cósmica. 
As primeiras quatro imagens tiradas pelo telescópio mostraram a nebulosa da Tromba do Elefante, na constelação de Cefeu, o cometa Schwassmann-Wachmann 1, a galáxia Messier 81, na constelação da Ursa Maior, e uma estrela recém-nascida que estava escondida em nuvens escuras. Em outra observação do Spitzer, astrônomos descobriram dois dos mais longínquos e fracos discos de poeira e gás que dão origem a planetas. Estes discos circundam duas das mais de 300 estrelas recém-nascidas reveladas pela primeira vez em uma impressionante imagem de um berçário estelar chamado RCW 49 – localizado a 13.700 anos-luz de distância da Terra, na constelação de Centauro. As estimativas atuais sugerem uma vida de 5 anos ao telescópio.

## Obra
Entre suas principais publicações citam-se: 
- Physics of Fully Ionized Gases (Wiley, 1956)
- Diffuse Matter in Space (Interscience Publishers, 1968)
- Dynamical Evolution of Globular Clusters (Princeton University Press, 1987)

## Honras
Prêmios
- Henry Norris Russell Lectureship em 1953
- Medalha Bruce em 1973
- Medalha Henry Draper em 1974
- Medalha de Ouro da Royal Astronomical Society em 1978
- Prêmio Crafoord em 1985

Homenagens
- Asteroide 2160 Spitzer
- Telescópio espacial Spitzer